# Si nun me vuò bene cchiù
Si nun me vuò bene cchiù è un singolo del cantautore italiano Tropico, pubblicato il 6 giugno 2025.

## Promozione
Per promuovere il brano, Tropico ha annunciato attraverso i social il pensionamento di Peppe Rubino, un misterioso discografo napoletano. Molti artisti del panorama musicale, ossia Eros Ramazzotti, Jovanotti, Elodie, Fabri Fibra, Cesare Cremonini, Marracash, Bresh, Elisa, Lazza, Nicola Savino, Coez, Emma Marrone, Franco126, The Kolors e Geolier, hanno augurato la pensione a questo personaggio misterioso la cui identità è stata svelata attraverso il video musicale del singolo.

## Descrizione
In merito al brano, prodotto da D-Ross e Startuffo e fortemente legato a Napoli, il cantautore ha dichiarato:

## Video musicale
Il video, diretto da Mirko Salciarini, è stato reso disponibile in concomitanza con il lancio del singolo attraverso il canale YouTube del cantautore e vede la partecipazione dell'attore Peppe Lanzetta nei panni del discografo in pensione Peppe Rubino.

## Tracce
Testi di Davide Petrella, musiche di Davide Petrella, Rosario Castagnola e Sarah Tartuffo.
1. Si nun me vuò bene cchiù – 3:23